# Pakosław (gromada w powiecie rawickim)
Pakosław – dawna gromada, czyli najmniejsza jednostka podziału terytorialnego Polskiej Rzeczypospolitej Ludowej w latach 1954–1972.
Gromady, z gromadzkimi radami narodowymi (GRN) jako organami władzy najniższego stopnia na wsi, funkcjonowały od reformy reorganizującej administrację wiejską przeprowadzonej jesienią 1954 do momentu ich zniesienia z dniem 1 stycznia 1973, tym samym wypierając organizację gminną w latach 1954–1972.
Gromadę Pakosław z siedzibą GRN w Pakosławiu utworzono – jako jedną z 8759 gromad na obszarze Polski – w powiecie rawickim w woj. poznańskim, na mocy uchwały nr 34/54 WRN w Poznaniu z dnia 5 października 1954. W skład jednostki weszły obszary dotychczasowych gromad Chojno, Golejewko, Golejewo, Osiek, Ostrobudki i Pakosław ze zniesionej gminy Chojno oraz obszar dotychczasowej gromady Góreczki Wielkie ze zniesionej gminy Jutrosin w tymże powiecie. Dla gromady ustalono 26 członków gromadzkiej rady narodowej.
1 stycznia 1959 do gromady Pakosław włączono miejscowość Niedźwiadki i część obszaru miejscowości Zawady o powierzchni 62,8250 ha ze zniesionej gromady Słupia Kapitulna w tymże powiecie.
1 stycznia 1960 do gromady Pakosław włączono obszar zniesionej gromady Sowy w tymże powiecie.
31 grudnia 1971 do gromady Pakosław włączono miejscowości Dębienka i Kubeczki ze zniesionej gromady Zielona Wieś w tymże powiecie.
Gromada przetrwała do końca 1972 roku, czyli do kolejnej reformy gminnej. 1 stycznia 1973 w powiecie rawickim utworzono gminę Pakosław (zniesiono ją ponownie w styczniu 1976 i odtworzono w październiku 1982).